# Poświerki
Poświerki (Calcariidae) – rodzina ptaków z rzędu wróblowych (Passeriformes), wyłoniona z trznadlowatych (Emberizidae). Obejmuje migrujące gatunki występujące na półkuli północnej – w Ameryce Północnej i Eurazji.
Przedstawicielami tej rodziny w Polsce są: poświerka zwyczajna (Calcarius lapponicus) i śnieguła zwyczajna (Plectrophenax nivalis).

## Morfologia
Długość ciała 13–17 cm, masa ciała 17–45 g.

## Systematyka
Badania genetyczne wykazały, że gatunki z rodzajów Rhynchophanes, Calcarius i Plectrophenax nie należą bezpośrednio do trznadlowatych. Na tej podstawie utworzono dla nich nową rodzinę, która jest uważana za grupę bazalną dla kladu Emberizoidae. Do rodziny należą następujące rodzaje:
- Calcarius Bechstein, 1802
- Rhynchophanes S.F. Baird, 1858 – jedynym przedstawicielem jest Rhynchophanes mccownii (Lawrence, 1851) – poświerka preriowa
- Plectrophenax Stejneger, 1882

## Filogeneza
Kladogram wg Aves—A Taxonomy in Flux 3.05
|  | \| \| Rhynchophanes \| \| \| \| \| \| Plectrophenax \| \| \| \| |
|  |                                                                 |
|  | Calcarius                                                       |
|  |                                                                 |
|  | Rhynchophanes                                                   |
|  |                                                                 |
|  | Plectrophenax                                                   |
|  |                                                                 |

|  | Rhynchophanes |
|  |               |
|  | Plectrophenax |
|  |               |